# 阿维尼奥内特-德尔佩内德斯
阿维尼奥内特-德尔佩内德斯，是西班牙加泰罗尼亚巴塞罗那省的一个市镇。总面积29平方公里，总人口1262人（2001年），人口密度44人/平方公里。